# Diane Paulus
Diane Paulus (New York, 1966) è una regista teatrale statunitense.

## Biografia
Nata a New York da padre statunitense e madre giapponese, studiò danza al New York City Ballet e nel 1988 si laureò magna cum laude al Radcliffe College; successivamente conseguì la laurea magistrale alla Columbia University. Si affermò sulle scene di New York a partire dagli anni novanta e il contributo della Paulus viene descritto dai critici come quello di aver reso mainstream lo stile avanguardistico del teatro dell'Off Broadway. Della produzione di questi anni fanno parte una Tempesta in chiave rock, un Lohengrin hip hop e un Sogno di una notte di mezza estate in chiave disco, rimasto in cartellone dal 1999 al 2005.
Dal 2008 è direttrice artistica dell'American Repertory Theatre di Cambridge e in questa veste curò la regia di alcuni allestimenti che sarebbero successivamente riproposti a Broadway con grande successo. Nel 2009 fu candidata al Tony Award per la sua regia di Hair, in scena prima a Broadway e poi nel West End londinese. Nel 2012 il suo allestimento di Porgy and Bess con Audra McDonald e Norm Lewis rimase in cartellone a Broadway per oltre trecento repliche, mentre nel 2013 il suo revival di Pippin al Music Box Theatre le valse il Tony Award alla miglior regia di un musical. Nel 2014 fu inserita tra le cento persone più influenti al mondo dal Time. Nel 2015 ottenne un altro grande successo con il musical di Sara Bareilles Waitress, successivamente riproposto a Broadway, Londra e in una tournée statunitense.
Diane Paulus è sposata con l'attore e drammaturgo Randy Wainer dal 1995 e la coppia ha avuto due figlie.